# 陇城镇 (通道县)
陇城镇，是中华人民共和国湖南省怀化市通道侗族自治县下辖的一个乡镇级行政单位。

## 行政区划
陇城镇下辖以下地区：
老寨社区、陇城村、路塘村、竹塘村、南地村、远冲村、中步村、双斗村、吉大村、坪寨村、下寨村、坪稳村、牙大村、安乡村和石坪村。